# Eldar Sattarov
Eldar Sattarov (Almaty, 26 aprile 1973) è uno scrittore kazako.
Di padre vietnamita, ex-partigiano, e di madre russa (etnia tatara), russo madrelingua.

## Biografia
Da giovane ha militato nei primi gruppi punk rock del Kazakistan mentre lavorava come operaio in diverse fabbriche. Per circa due anni ha vissuto in Italia, presso una comunità e si è occupato di viticoltura, olivicoltura. È stato saggista di diversi media italiani di controcultura. Attualmente svolge l'attività di traduttore ed interprete in diverse lingue (inglese, francese, italiano, spagnolo).
Alcune case editrici di Mosca hanno pubblicato i libri di Giorgio Agamben, Guy Debord, Raoul Vaneigem, Francesc Ferrer i Guàrdia, Antonin Artaud ed altri autori tradotti da Sattarov. Ha cominciato a scrivere narrativa nel 2010. Il primo romanzo Perdendo le nostre strade, pubblicato sotto il nome d'arte Albert Spiazzatov, è stato venduto in Russia, Kazakistan e Ucraina ottenendo recensioni positive da critici e lettori.
Nel 2015 pubblica il secondo romanzo intitolato Saigon-Almaty. In transito (il titolo dell'edizione russa del 2018 è Ciao Vietnam) che ha raggiunto la finale del premio "Bestseller Nazionale (Нацбест)" in Russia, tenutasi a San Pietroburgo il 5 giugno 2016, ottenendo il secondo posto nella classifica. Con questo riconoscimento, Sattarov è diventato così il primo rappresentante del Kazakistan in uno dei tre principali premi letterari russi.
Sattarov scrive anche in inglese. Il suo racconto Mountain Maid è stato incluso nell'antologia "Best Asian Speculative Fiction" uscita a Singapore nel 2018 e poi nella collezione "Eurasian Monsters" in Gran Bretagna.
Alla fine del 2020 è uscito il terzo romanzo di Sattarov, Il filo dei tempi, che rappresenta l'ultima parte della sua trilogia: un romanzo sul viaggio dell’idea di sinistra nel Novecento, fra personaggi come Antonio Gramsci, Amadeo Bordiga e altri giganti del pensiero europeo di sinistra. Con questo romanzo, o meglio 'trattato politico' Sattarov viene addirittura definito lo Jello Biafra russo: uno di sinistra, un filosofo, un punk per convinzione, un non-conformista.
La copertina di Perdendo le nostre strade e le illustrazioni di Saigon-Almaty. In transito sono a cura di Andrea Rocca, ex free-lance (foto e live report) per la web-fanzine Nerdsattack ed ex batterista dei Club 27 (Club27, "Terroristen", 2006), punk-band milanese - fondata nel 2002 da Francesco Aldo Fiorentino, Giovanni Torti e Riccardo Testi - che in Italia ha aperto i concerti di Buzzcocks, The Damned, U.K. Subs, Adolescents, 999 e di molte band della scena punk hard-core italiana e che ha visto la collaborazione di Gianluca Galliani (Nico Gamma) dei Gaznevada nell'album For Dishes And Souls (2011).
Ad agosto del 2022, durante un'intervista per il canale kazako "Abai TV", Sattarov comunica di aver firmato a Mosca, nel gennaio dello stesso anno, il contratto per il suo quarto romanzo I Burattini, incentrato sul mercato petrolifero mondiale, la cui pubblicazione è stata però sospesa a causa dell'Invasione russa in Ucraina.